# 上口利男
上口 利男（かみぐち としお、1923年（大正12年）11月23日 - 2018年（平成30年）7月18日）は、日本の弁護士・元地方公務員。上口利男法律事務所所長。北海学園大学出身の生え抜き法曹の一人。札幌弁護士会所属。専門は民事全般。

## 来歴・人物
北海道石狩郡当別町出身。旧制中学校卒業後、1941年（昭和16年）札幌地方裁判所に入所。1943年（昭和18年）札幌地方裁判所書記官に就任。1956年（昭和31年）北海学園大学経済学部2部中退。1959年（昭和34年）司法試験に合格。1962年（昭和37年）弁護士登録。1977年（昭和52年）北海道収用委員会委員。1981年（昭和56年）同委員長。1982年（昭和57年）札幌弁護士会会長に就任。1984年（昭和59年）北海道弁護士会連合会理事長に就任。1985年（昭和60年）日本弁護士連合会副会長。
1964年（昭和39年）出身校に法学部が出来たため、北海学園大学に招聘され、同校法学部非常勤講師（民法や、法律実務・民事を講義）も務めた。（～1974年）
大学在学中は松浦栄ゼミに所属していた。
2018年7月18日、老衰のため死去。

## 受賞歴
勲三等瑞宝章（1994年（平成6年））